# Alejo Zavala Castro
Alejo Zavala Castro (ur. 31 grudnia 1941 w Galeana) – meksykański duchowny rzymskokatolicki, w latach 2006-2015 biskup Chilpancingo-Chilapa.

## Życiorys
Święcenia kapłańskie przyjął 17 grudnia 1966 i został inkardynowany do archidiecezji Morelia. Był m.in. kierownikiem diecezjalnego sekretariatu ds. powołań, wychowawcą w seminarium duchownym oraz wikariuszem biskupim dla regionu El Bajío.
4 stycznia 1992 został prekonizowany biskupem Tlapa. Sakrę biskupią otrzymał 25 marca 1992. 19 listopada 2005 został mianowany  biskupem Chilpancingo-Chilapa. Ingres odbył się 14 lutego 2006. 20 czerwca 2015 przeszedł na emeryturę.